# Jô Soares
José Eugênio Soares, conocido artísticamente como Jô Soares, (Río de Janeiro, 16 de enero de 1938 - São Paulo, 5 de agosto de 2022) fue un humorista, actor y presentador de televisión brasileño. Se ha dedicado a la literatura y la pintura y, más recientemente, reanudó su trabajo como director de obras de teatro.

## Biografía
Hijo del empresario paraibano Orlando Soares Mercedes Leal y Soares, Jô Soares querría, cuando niño, ser diplomático. Estudió en el Colégio São Bento do Río de Janeiro, el mejor del país. Siguiendo ese sueño, se trasladó a Lausana, en Suiza, con ese objetivo, pero se dio cuenta de que su sentido del humor y la creatividad innata lo apuntaba en otra dirección.
El Programa do Jô fue un programa de entrevistas con los más variados tipos de personas, exhibido desde el 2000 hasta el 2016.

## Vida personal
Soares era católico, siendo devoto de Santa Rita de Casia.
El 31 de octubre de 2014, su único hijo, Rafael Soares, murió en el Hospital Samaritano, en Río de Janeiro.